# Te-gatana

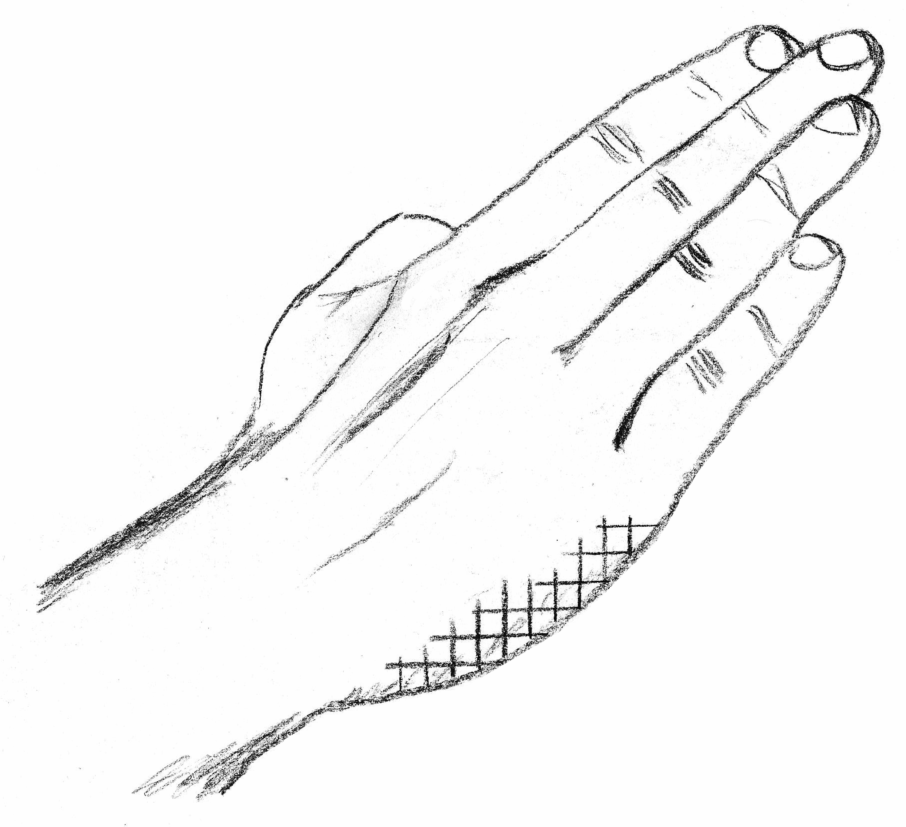
Met het gearceerde deel van de hand voert men de hand-zwaard techniek uit

Te-gatana (Japans voor hand-zwaard) is een techniek uit zelfverdedigingskunsten zoals het aikido en het jiujitsu. In karate wordt deze techniek shutō genoemd. Een van de handen wordt bij deze techniek in een stand gehouden, alsof het het blad van een zwaard is. Dit kan in een hoge positie, middelpositie en in een lage positie zijn. 
Met ta-gatana kan een atemi zoals een slag uitgevoerd worden. De persoon die zich verdedigt (uke) zal hierop normaal gesproken de aanvaller op de grond werpen. Veelal zal uke ook na het werpen van de ander in te-gatana uitkomen. Vaak zullen de aanvaller en verdediger bij het oefenen van aikido beiden tegenover elkaar staan, terwijl zij hun armen tegen elkaar houden met te-gatana. Vanuit deze stand kunnen vele technieken worden aangezet, zoals balansverstoringstechnieken en werptechnieken.
In karate kan deze techniek gebruikt worden om zowel een slag mee uit te voeren op de tegenstander als om mee te verdedigen tegen een aanval van de tegenstander. Bij een slag wordt deze techniek shutō-uchi genoemd, bij een verdediging wordt deze techniek shutō-uke. In karate gebruikt men ook de toppen van de vingers om een aanval mee uit te voeren. Dan wordt deze techniek nukite genoemd.